# Futura (lettertype)
Futura is een geometrisch schreefloos lettertype ontworpen door Paul Renner (1878-1956) in 1927. Renner was beïnvloed door de ontwerpfilosofie van het Bauhaus, en door het lettertype Universal van ontwerper Herbert Bayer. Hoewel Renner zelf geen lid van Bauhaus was, deelde hij de idealen en geloofde hij dat in plaats van een aangepast oud lettertype een nieuw type de moderne tijd zou moeten uitdrukken. Futura werd gemaakt in opdracht van lettergieterij Bauer. 

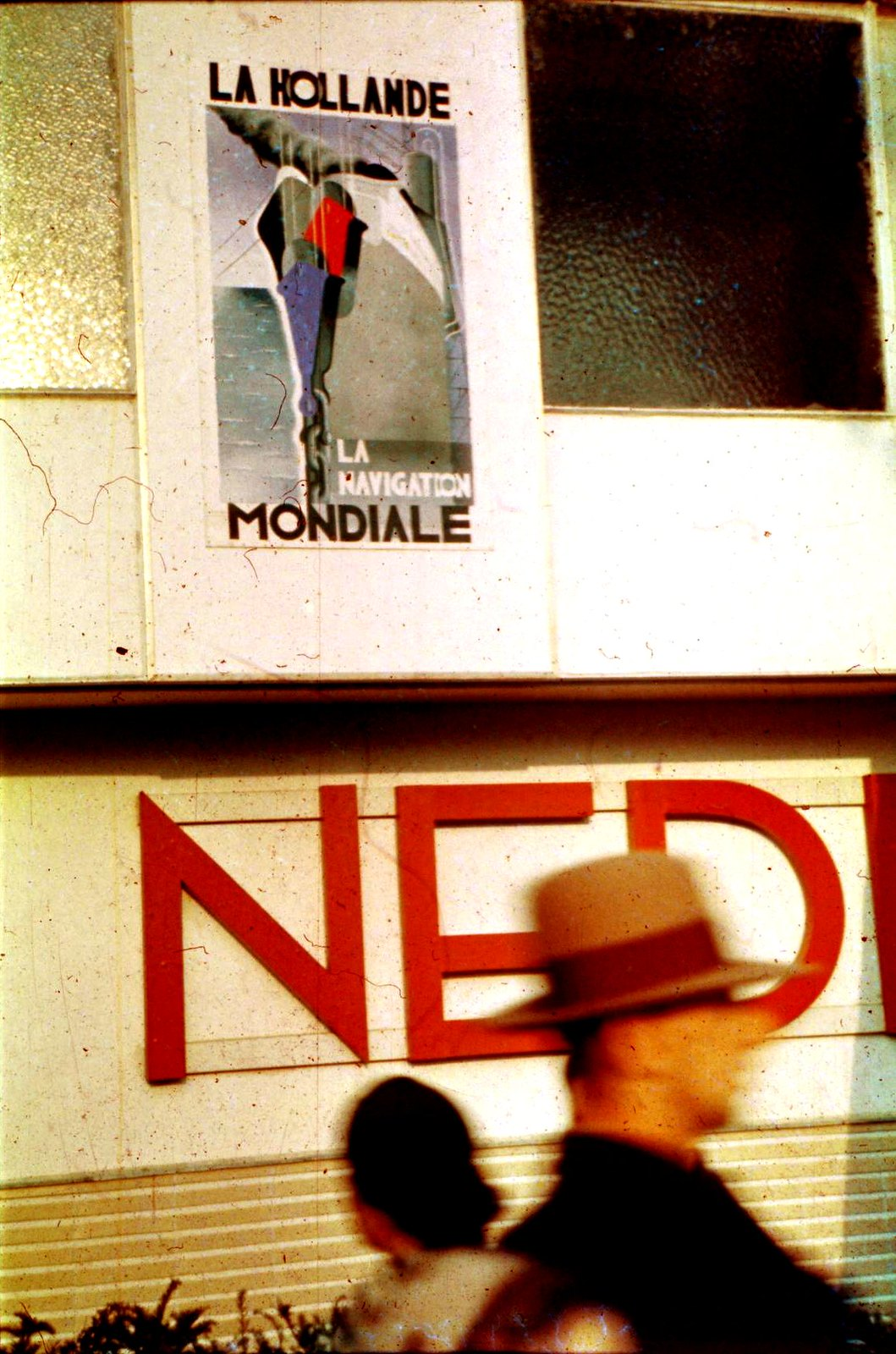
Nederlands paviljoen tijdens de Wereldtentoonstelling in Parijs in 1937 met inscriptie in Futura.

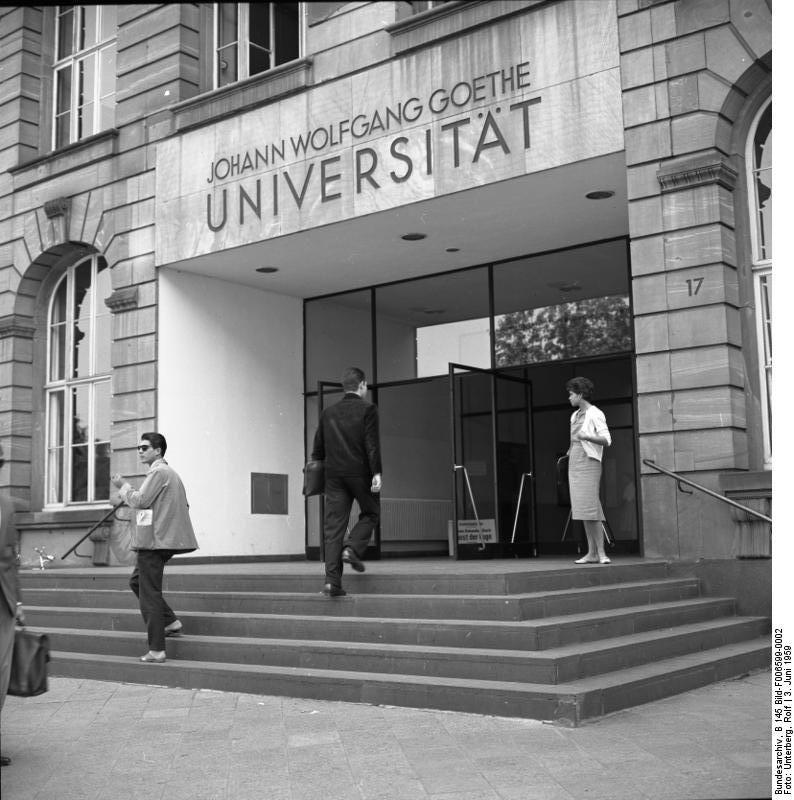
Universiteit van Frankfurt met inscriptie in Futura.

## Eigenschappen
Futura maakt een efficiënte en heldere indruk. Het ontwerp is gebaseerd op eenvoudige geometrische vormen (cirkels, driehoeken en vierkanten) en kent weinig contrast tussen opgaande en horizontale halen. Dit is bijvoorbeeld te zien aan de "o" (kleine letter o) die bijna een volmaakte cirkel en overal even dik is (dus eigenlijk lichtjes onvolmaakt). Hoewel Futura dus niet door een lid van Bauhaus werd ontworpen, heeft het dezelfde ontwerpuitgangspunten: niet decoratief, alleen essentiële elementen, zakelijk.

## Toepassing
Futura was een van de populairste lettertypen die in de twintigste eeuw werden gebruikt, vooral in de jaren 1950 en 1960. De vroegere Zwitserse luchtvaartmaatschappij Swissair gebruikte Futura van de jaren 1950 tot aan de jaren 1990. De historische plaquette die bij het verlaten van de maan door de Apollo 11 werd achtergelaten, is gezet uit de Futura. De Futura was het favoriete lettertype van filmregisseur Stanley Kubrick, met name in Extra Bold. Futura is nog steeds een belangrijke lettertypefamilie voor drukwerk en digitale doeleinden. Zo gebruiken Volkswagen en Shell de letter nog steeds in hun drukwerk. Tot 2009 gebruikte IKEA ook dit lettertype.
Verbazingwekkend genoeg was de Futura het favoriete font van Hitler en niet de door velen met het nazisme geassocieerde Fraktur die in 1941 zelfs min of meer werd afgeschaft.
Twee bekende en wijdverspreide lettertypen die op Futura zijn geïnspireerd zijn Twentieth Century en Century Gothic.